# Liste der Biografien/Weis
Liste der Biografien |
Portal Biografien |
Personensuche
# |
A |
B |
C |
D |
E |
F |
G |
H |
I |
J |
K |
L |
M |
N |
O |
P |
Q |
R |
S |
T |
U |
V |
W |
X |
Y |
Z |
?
 
Wa |
Wc |
Wd |
We |
Wh |
Wi |
Wj |
Wl |
Wn |
Wo |
Wr |
Ws |
Wt |
Wu |
Ww |
Wy |
Wz
 
Wea |
Web |
Wec |
Wed |
Wee |
Wef |
Weg |
Weh |
Wei |
Wej |
Wek |
Wel |
Wem |
Wen |
Weo |
Wep |
Wer |
Wes |
Wet |
Weu |
Wev |
Wew |
Wex |
Wey |
Wez
 
Weia |
Weib |
Weic |
Weid |
Weie |
Weif |
Weig |
Weih |
Weij |
Weik |
Weil |
Weim |
Wein |
Weip |
Weir |
Weis |
Weit |
Weix |
Weiz
 
Weisb |
Weisc |
Weisd |
Weise |
Weisf |
Weisg |
Weish |
Weisi |
Weisk |
Weisl |
Weism |
Weisn |
Weisp |
Weisr |
Weiss |
Weist |
Weisw |
Weisz
Die Liste der Biografien führt alle Personen auf, die in der deutschsprachigen Wikipedia einen Artikel haben. Dieses ist eine Teilliste mit 60 Einträgen von Personen, deren Namen mit den Buchstaben „Weis“ beginnt.

## Weis
- Weis, Albert (* 1969), deutscher Künstler
- Weis, Albin (1897–1970), deutscher Politiker (KPD, KPO), Gewerkschafter
- Weis, Alexander (* 1959), deutscher Beamter
- Weis, Alexandra (* 1993), deutsche Schauspielerin
- Weis, Aloisia (* 1960), deutsche Fußballspielerin
- Weis, André (* 1989), deutscher Fußballtorhüter
- Weis, Annemarie (1877–1933), Schweizer Volkskundlerin
- Weis, Aribert (* 1948), deutscher Regisseur, Drehbuchautor und Produzent von Dokumentar- und Spielfilmen
- Weis, Bernhard (* 1976), deutscher Fußballspieler
- Weis, Carlo (* 1958), luxemburgischer Fußballspieler
- Weis, Caspar (1849–1930), deutscher Künstler und Bildhauer
- Weis, Charlie (* 1956), US-amerikanischer American-Football-Trainer
- Weis, Christian (1966–2017), deutscher Schriftsteller
- Weis, Don (1922–2000), US-amerikanischer Filmregisseur
- Weis, Eberhard (1925–2013), deutscher Historiker
- Weis, Erich (1910–2003), deutscher Romanist, Anglist und Lexikograf
- Weis, Flemming (1898–1981), dänischer Komponist
- Weis, Frank (* 1967), deutscher Fußballtrainer
- Weis, Frédéric (* 1977), französischer Basketballspieler
- Weis, Gerhard (1938–2019), österreichischer Journalist und Rundfunkmanager
- Weis, Heidelinde (1940–2023), österreichische Schauspielerin, Regisseurin und Chansonsängerin
- Weis, Heinz (* 1963), deutscher Leichtathlet und Olympiateilnehmer
- Weis, Indira (* 1979), deutsche Popsängerin und SchauspielerinIndira Weis (* 1979)

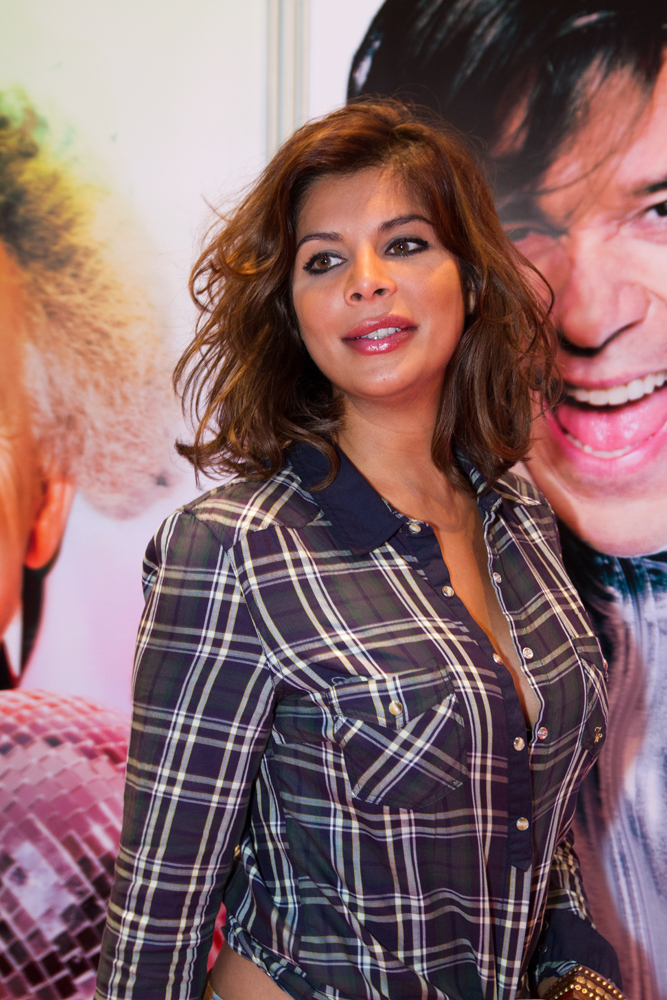
Indira Weis (* 1979)

- Weis, Jakob (1879–1948), deutscher Geistlicher, Gefängnisseelsorger und im Ersten Weltkrieg Feldgeistlicher
- Weis, Jessica M. (1901–1963), US-amerikanische Politikerin
- Weis, Josef (1818–1895), deutscher katholischer Geistlicher und Gründer des Marienvereins und der Marienanstalt in München
- Weis, Karel (1862–1944), tschechischer Komponist und Musiker böhmischer Herkunft
- Weis, Kaspar (1620–1669), evangelischer Theologe und Pastor
- Weis, Kurt (* 1940), deutscher Soziologe
- Weis, Ludwig (1813–1880), Königlicher Ministerialrat in München, Präsident der Kammer der Abgeordneten des Königreiches Bayern und Bürgermeister der Stadt Würzburg (1859–1862)
- Weis, Lynn (* 1993), luxemburgische Fußballspielerin
- Weis, Manfred (* 1956), deutscher Lokalpolitiker und Bürgermeister
- Weis, Marc (* 1965), deutscher Künstler
- Weis, Margaret (* 1948), US-amerikanische Autorin von Fantasy-Literatur
- Weis, Marina (* 1967), deutsch-russische Schauspielerin
- Weis, Martin (1907–1970), deutscher Politiker (NSDAP), MdR
- Weis, Martin (* 1970), deutscher Ruderer
- Weis, Nikolaus (1905–1971), deutscher Schuhmacher, Winzer und Politiker (CDU), MdL Rheinland-Pfalz
- Weis, Nikolaus von (1796–1869), Bischof von Speyer
- Weis, Norbert (* 1950), deutscher katholischer Priester, Generalvikar und Offizial des Bistums Speyer
- Weis, Oliver, deutscher Pokerspieler
- Weis, Othmar (1770–1843), deutscher Benediktinerpater und Autor
- Weis, Otto, deutscher Architekt
- Weis, Paul (1907–1991), österreichischer Jurist und Überlebender der Verfolgung durch die Nationalsozialisten
- Weis, Peter (1938–2023), deutscher Schauspieler, Synchronsprecher, Hörspielsprecher und HörbuchinterpretPeter Weis (1938–2023)

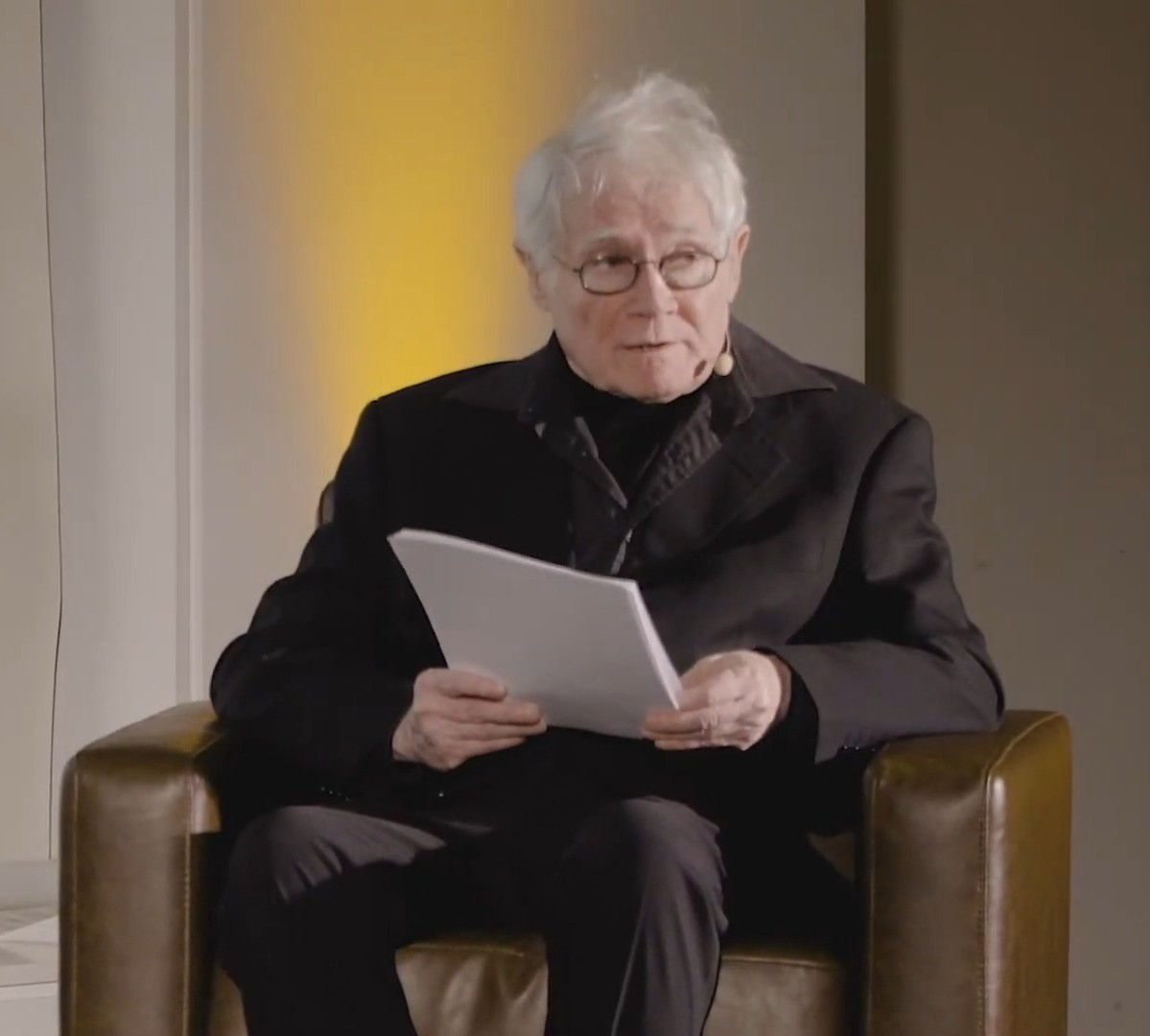
Peter Weis (1938–2023)

- Weis, Petra (* 1957), deutsche Politikerin (SPD), MdB
- Weis, Philipp Friedrich (1766–1808), deutscher Rechtswissenschaftler und Hochschullehrer
- Weis, Reinhard (* 1949), deutscher Politiker (SPD), MdV, MdB
- Weis, Roswitha (* 1970), deutsche Fußballspielerin
- Weis, Rüdiger (* 1966), deutscher Informatiker und Kryptologe
- Weis, Sascha Oskar (1970–2020), österreichischer Schauspieler
- Weis, Thea (1924–1999), österreichische Schauspielerin
- Weis, Tobias (* 1971), deutscher Fußballspieler
- Weis, Tobias (* 1985), deutscher FußballspielerTobias Weis (* 1985)

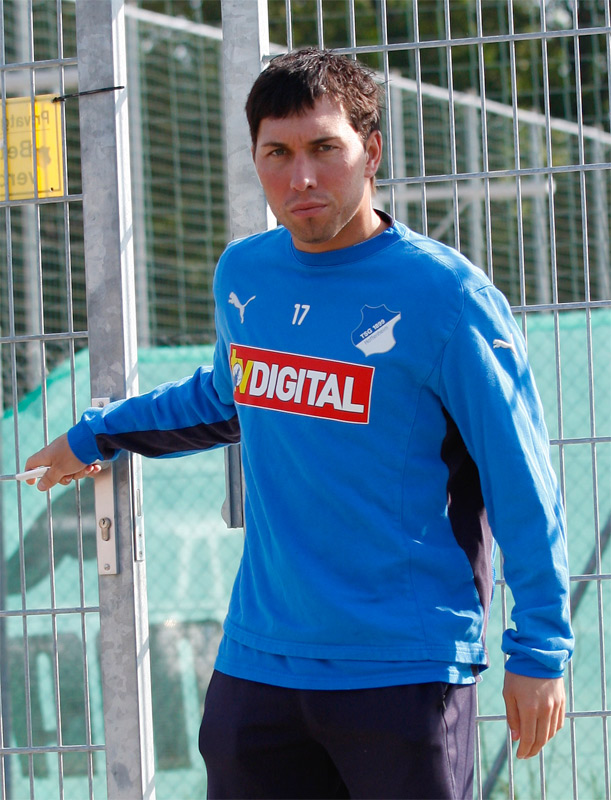
Tobias Weis (* 1985)

- Weis, Walther (1890–1968), deutscher Maler des Expressiven Realismus
- Weis, Wenzl (1858–1929), österreichischer Fotograf und Verbandsfunktionär
- Weis-Fogh, Torkel (1922–1975), dänischer Zoologe und Professor an der University of Cambridge
- Weis-Gerhardt, Stephanie (* 1950), deutsche Kommunalpolitikerin (Bündnis 90/Die Grünen)
- Weis-Ksenofontowa, Sinaida Grigorjewna (1888–1961), russische bzw. sowjetische Seismologin
- Weis-Ostborn, Rudolf von (1876–1962), österreichischer Dirigent und Komponist